# پنیگ
شهر پنیگ (به آلمانی: Penig) در ایالت زاکسن در کشور آلمان واقع شده‌است.